# 筑紫磐井
筑紫 磐井（つくし ばんせい、1950年1月14日 - ）は、日本の俳人・評論家・文部科学官僚。俳誌「豈」発行人。本名は國谷実。東京都出身。

## 来歴
東京都豊島区生まれ。獨協中学校・高等学校を経て、一橋大学法学部に入学。大学在学中の1971年「馬酔木」に投句し、1973年「沖」に入会、能村登四郎に師事。1974年に大学卒業した後は科学技術庁に入庁、官僚として勤めながら俳人、俳句評論家として活動する（職歴参照）。1990年「豈」に入会、1991年より同誌編集人、2001年より同発行人を務める。
諧謔味の強い句風で、第一句集『野干』は「女狐に賜る位・扇かな」「みちのくに戀ゆゑ細る瀧もがな」といった、王朝文学の世界を素材とした擬古典的な句を収め、第二句集『婆伽梵』では同じ路線で万葉時代から昭和戦中期までの世界を表現している。これらは師の登四郎からよりもむしろ攝津幸彦、加藤郁乎といった前衛派の俳人から評価された。『筑紫磐井集』に書き下ろすかたちで発表された第三句集『花鳥諷詠』中には「もりソバのおつゆが足りぬ高濱家」「俳諧はほとんどことばすこし虚子」など近代俳句史をパロディ化したような一連の句を収めている。以上の句集と未発表作をおさめた『筑紫磐井集』で2004年加美俳句大賞スウェーデン賞を受賞。2014年の『わが時代』では、団塊の世代と呼ばれた自身の世代感覚を作品化した一連の句を収めた。
俳句評論家としては、1994年に『飯田龍太の彼方へ』で俳人協会評論賞新人賞、2001年に『定型詩学の原理』で加藤郁乎賞、2004年に『伝統の探求〈題詠文学論〉』で俳人協会評論賞を受賞。俳句表現をラディカルな視線で問い直す論考を多く発表している。2023年から現代俳句協会副会長を務める。

## 職歴
- 1974年3月 一橋大学法学部卒業。4月 科学技術庁入庁
- 1999年 核燃料サイクル開発機構（現独立行政法人日本原子力研究開発機構）経営企画本部事業計画部長
- 2000年 科学技術振興事業団企画室長
- 2002年1月 衆議院事務局調査局内閣調査室首席調査員
- 2003年10月 独立行政法人科学技術振興機構理事
- 2006年3月 - 2007年7月18日 文部科学省科学技術政策研究所長
- 2007年7月 退官
- 2007年8月1日 独立行政法人科学技術振興機構理事
- 2010年 社団法人科学技術国際交流センター専務理事、財団法人NHKエンジニアリングサービス理事、筑波研究学園都市交流協議会国際化推進専門委員会委員
- 2012年 公益社団法人科学技術国際交流センター理事兼上席調査員、公益社団法人科学技術国際交流センター社会技術研究開発センター上席フェロー[1]
- 2013年 一般財団法人日本宇宙フォーラム理事[1]、政策研究大学院大学政策研究センター客員研究員[2]

## 賞歴
- 1994年 - 第9回俳人協会評論賞新人賞（『飯田龍太の彼方へ』により）
- 2001年 - 第4回加藤郁乎賞（『定型詩学の原理』により）
- 2004年 - 第9回加美俳句大賞スウェーデン賞（『筑紫磐井集』により）、第3回正岡子規国際俳句賞EIJS特別賞
- 2013年 - 第27回俳人協会評論賞（『伝統の探求〈題詠文学論〉』により）
- 2021年 - 令和3年度春の瑞宝中綬章[3]

## 著書

### 句集
- 『野干』 東京四季出版、1989年
- 『婆伽梵』 弘栄堂書店、1992年
- 『花鳥諷詠』（『筑紫磐井集』所収）
- 『筑紫磐井集』 邑書林〈セレクション俳人〉、2003年

### 評論集など
- 『飯田龍太の彼方へ』 深夜叢書社、1994年
- 『近代定型の論理 標語、そして虚子の時代』 邑書林、2004年
- 『定型詩学の原理-詩・歌・俳句はいかに生れたか ふらんす堂、2001年
- 『詩の起源-藤井貞和『古日本文学発生論』を読む』 角川学芸出版、2006年
- 『標語誕生-大衆を動かす力』 角川学芸出版〈角川学芸ブックス〉、2006年
- 『女帝たちの万葉集』 角川学芸出版、2010年
- 『伝統の探求〈題詠文学論〉 俳句で季語はなぜ必要か』ウエップ、2012年

### 國谷実名義
- （共著）『生命と法:クローン研究はどこまで自由か』大蔵省印刷局、2003年
- （共著）『科学技術庁政策史』科学新聞社出版局、2010年
- 『日米科学技術摩擦をめぐって』実業公報社、2014年